# Consonante linguolabial
Una consonante linguolabial es aquella consonante que es articulada con el ápice de la lengua apoyado en el labio superior, el cual baja para poder articular con la lengua. Representa el extremo de un continuo que se extiende desde los puntos de articulación linguolabiales hasta los subapicales palatales. 
Los casos de consonantes linguolabiales son poco comunes entre los idiomas del mundo, aunque no representan una combinación particularmente exótica de configuraciones articulatorias, como por ejemplo consonantes clics o eyectivas.
Las consonantes linguolabiales se encuentran en muchos idiomas del archipiélago de Vanuatu, en el océano Pacífico, y también en umotina, un idioma bororoano de Brasil recientemente extinto; se encuentran como sonidos extrafonotácticos en el zapoteco Coatlán-Loxicha.
Se transcriben en el Alfabeto Fonético Internacional agregando un acento diacrítico (◌̼) a la correspondiente consonante alveolar.